# Округ Статсман (Северна Дакота)
Статсман (енгл. Stutsman County) је округ у америчкој савезној држави Северна Дакота.

## Демографија
По попису из 2010. године број становника је 21.100, што је 808 (-3,7%) становника мање него 2000. године.
| Група             | 2000.          | 2010.          |
| Белци             | 21.241 (97,0%) | 19.996 (94,8%) |
| Афроамериканци    | 61 (0,3%)      | 140 (0,7%)     |
| Азијати           | 80 (0,4%)      | 100 (0,5%)     |
| Хиспаноамериканци | 204 (0,9%)     | 361 (1,7%)     |
| Укупно            | 21.908         | 21.100         |